# 查莫罗人
查莫罗人（西班牙語：Chamorro），也译作查莫洛人，是马里亚纳群岛的原住民，為大洋洲西北部的民族之一。
查莫罗人属于密克罗尼西亚人种，在民族学界对其起源存在较大争议，但一般认为查莫罗人在公元前2000年左右从东南亚迁徙到马里亚纳群岛，并在此定居下来。古代查莫罗人擅长远距离航海，同加罗林群岛存在贸易往来。17世纪后期，西班牙人在关岛建立殖民统治，引起查莫罗人的反抗。经过残酷的西班牙-查莫罗战争后，纯血种查莫罗人所剩无几。今天的查莫罗文化融合了西班牙、美国、菲律宾等各国文化，而古代查莫罗文化则在很大程度上已经消失殆尽。

## 民族分佈、人口與語言

### 地理分布

馬利安納群島

主要分布於关岛和北馬利安納群島。

### 語言
查莫羅語隸屬於南島語系馬來-玻里尼西亞語族。由於關島已被西班牙殖民了300多年，所以許多詞語源自於西班牙語，有以拉丁字母為基礎的新創文字。傳統的查莫羅數字系統也幾乎被西班牙語數字所取代。查莫羅在家庭中經常被使用，但是近來已經越來越少見。然而，隨著恢復傳統語言的聲浪愈演愈烈，法律規定關島和北馬里亞納群島的所有公立學校現在都需要教授查莫羅語作為小學，中學和高中課程的一部分。在查莫羅語中最常見的一句話是“Hafa Adai”，意思是“你好”。

## 地理環境

### 地形與生態
關島有豐富的棕櫚樹、蕨類植物和其他多樣的熱帶植物。還發現了許多類型的海洋生物和昆蟲。然而，由於1940年代意大利人引進新幾內亞的棕色樹蛇，關島的原始鳥類生態受到破壞。至少有十幾種鳥類已經滅絕，還有更多鳥類正瀕臨絕種。蛇群也透過攀登電線桿和爬上傳輸設備造成許多停電，並殺死了小型哺乳動物。島上的授粉蜜蜂受到棕色樹蛇的威脅導致數量減少，這減緩了島上植物的再生速度。

### 氣候
關島屬熱帶氣候，受東北季風和橫跨太平洋西北的赤道洋流影響。全年氣溫範圍介於70〜90°F（20°C至30°C）之間。年均降雨量約為2400毫米，其中四分之三是雨季的暴雨，一般從五月或六月開始，持續到十一月。

## 歷史沿革

### 民族起源
相傳其祖先於4000年前從東南亞陸續遷入。
考古證據顯示，馬里亞納群島是4000年前最早被航海民族發現並定居的地方之一，而該民族很有可能來自東南亞島嶼。似乎從那時開始，馬里亞納群島持續被同一民族佔領，而該民族現在被稱為查莫洛族，他們的文化和語言延續至今。

## 古代文化
查莫罗人是擅长航海的民族，人们平日以划船和冲浪为乐。最初到达马里亚纳群岛的欧洲人都记载查莫罗人体格强壮、身材高大。古代查莫罗社会属于阶级社会，全体查莫罗人划分为贵族（查莫里）和平民（马纳昌），而查莫里又可以分为上层（马图亚）和中层（阿卓提）。贵族和平民阶层禁止通婚。贵族居住在建立在石桩的长方形房屋中，而平民则住在直接建造在地上的圆形茅草屋中。直至今日，在马里亚纳群岛，仍然可以见到昔日石桩的遗迹。
与波利尼西亚人不同，包括查莫罗人在内的密克罗尼西亚人没有纹身的习俗。但查莫罗人认为，将牙齿染黑是高贵的标志。查莫罗人没有弓箭和盾牌，作战时使用长矛。在西班牙人到来之前战争很少发生，随着殖民剥削的加剧，查莫罗人才拿起武器抵抗西班牙人的侵略。

### 近代
20世紀末期約有五萬多人，屬於混雜了大量西班牙、菲律賓、和墨西哥及其他歐洲和亞洲血緣的馬來亞—印度尼西亞血統。
在1898年的美西戰爭後，關島被割讓予美國作為未合併領土，使查莫洛人接觸到政府的民主原則和現代美國生活方式，但查莫洛人亦偶爾受到美國海軍的壓迫。

## 社會、家庭與婚姻

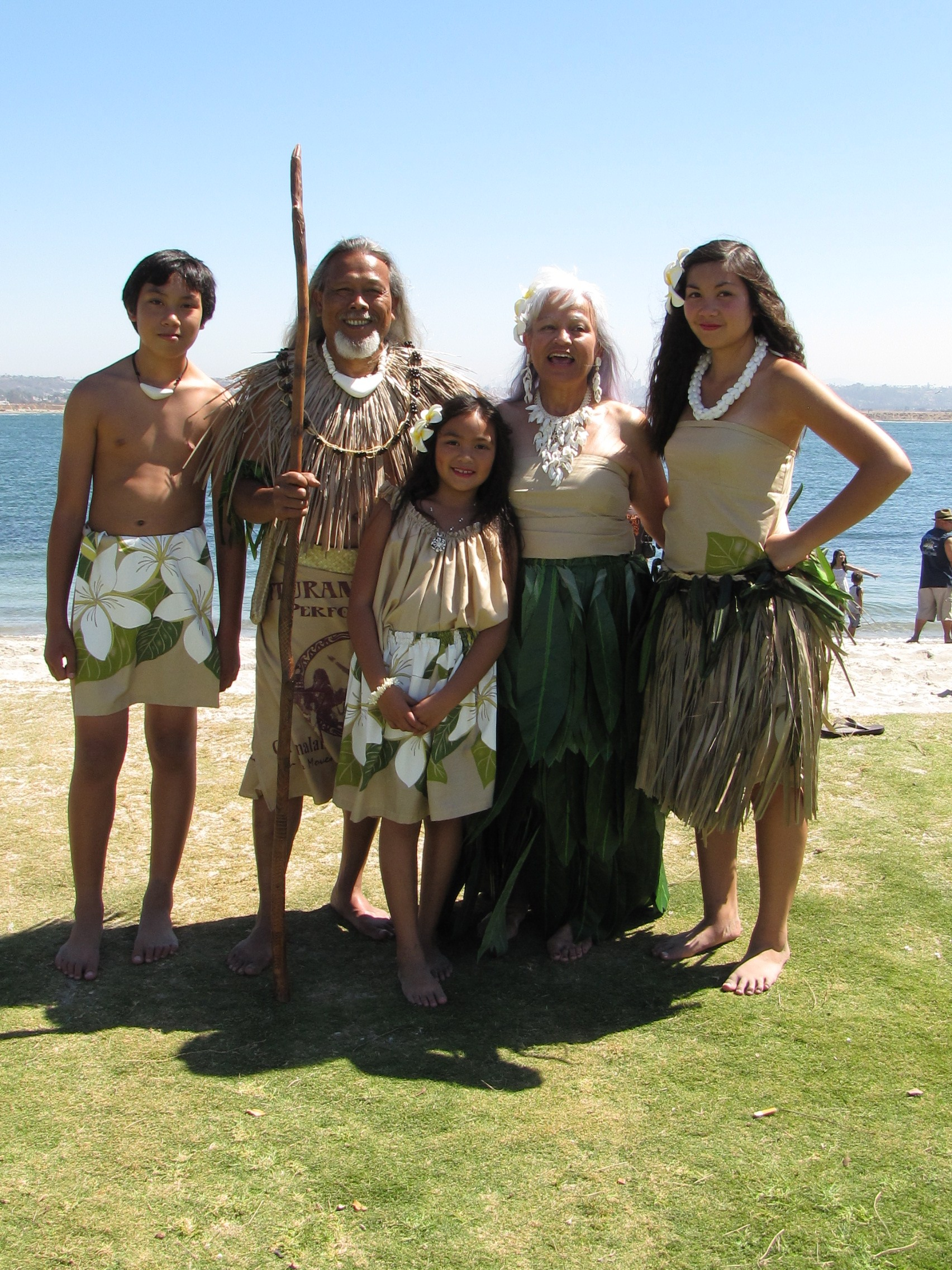
查莫羅人

### 社會組成與政治組織
不管是年齡，性別還是社會地位，個人的社會排名在夏莫羅社會一直是很重要的。
在西班牙殖民以前的時代，社會地位決定了職業和活動，生活狀況，婚姻規則，社會禮儀和禁忌，以土地和海洋資源的控制權力獲得權力，財富和聲望。一個人的地位通常是由一個人出生的家庭或家族的社會地位決定的。
16世紀中葉西班牙人入侵時，社會處在原始公社制解體階段，已分化為上、中、下三個階層，但仍保留母系氏族制的濃厚殘餘。
與密克羅尼西亞各地的許多其他社會一樣，傳統的查莫羅社會被劃分為由家庭成員組成的母系部族，共同維護和促進了集體的利益。氏族領導人通常是最年長的男女家庭成員（分別被稱為 maga'låhi 和 maga'håga），他們的年齡和經驗不僅要求他們照顧氏族的福利，而且年齡較小的部族成員或社會地位較低的其他成員必須給予他們一定的尊重。高級男女組成的議會主持了部族的事務，權力和權威來自母系的血統。

### 社會階層
查莫羅氏族分為兩個不同的社會階層：世襲階級與社會階級。世襲階層不同於社會階層，每個人生來就屬於一個特殊的種姓，因此他們的地位不能改變；而社會階層比較流通，成員可以在不同階層之間移動。
世襲階級中，上層種姓被稱為 chamorri，下層種姓被稱為 manachang。這些人之間的活動（如通婚）是被禁止的。婚姻、娶妾或其他關係只能在一般社會階級中發生。此外，種姓被分為名為 matao 的高貴階級，以及稱為 acha'ot 的中高貴階級。
儘管不同種姓之間的關係是嚴格的，中上階級種姓 acha'ot 與下層階級種姓 manachang 組成了一種平凡而較不高貴的階級。然而，acha'ot 跟 matao 有較多的相似處，甚至許多是親戚關係，這些曾經屬於 matao 的人會因為違反文化禁忌而被貶低至 acha'ot。

### 婚姻
在古代查莫羅社會，部族領導人掌管了婚姻。女性不會嫁給同氏族的男人，因為通婚是提高氏族地位和增加在其他地區的狩獵，捕魚和農耕權利的管道。婚姻關係也加強了不同氏族間的連結。

## 產業與生活

### 食物
傳統上，祖先們的食物大部分是就地取材，在島上採集、種植及捕獵，以及從海中捕捉和養殖所得。當地人視椰樹為「生命之樹」，椰樹的椰幹、椰油、椰子水及椰奶等，加上其他蔬果，為當地人帶來豐富的天然食材。此外，關島亦擁有豐富的魚類、海鮮及可食用海草。
在殖民及佔領期間引入了更多種類的農作物及種植方法，配合當地肥沃的火山土壤，帶來持續穩定的收成。在二戰期間引進了罐頭食品，改變了關島上查莫羅人的飲食習慣，卻也造成了營養不均的健康問題。
而今天，由於殖民與移民的歷史，關島已成為環太平洋多國美食的領導者。

### 建築
多個世紀以來，查莫洛人的獨特建築結構如拉提石（一種用石灰岩或玄武岩所建的地基）建立了傳統上稱為Guma' Higai的小屋，查莫洛人又造出可以在暖水域上快速航行的獨木舟「proa」。他們在創新建築技術只能在Sinahi群島內找到，在這新月形島群中，關島是最大和最南的島嶼。

## 信仰與習俗

### 宗教信仰
在與歐洲接觸之前，查莫洛族人由巫師協助在世的人與祖靈接觸，當地一些居民在進入叢林之前，會祈求祖先的許可與保佑。
17世紀後期，西班牙人和傳教士開始定居關島。流傳數千年的查莫洛文化面對快速的轉變，包括信仰。西班牙人引入羅馬天主教。
關島有85%以上的人口為羅馬天主教徒。島上有數十間天主堂，包括19個村莊各自的教堂，部分教堂充分展現出受西班牙影響的建築。

### 迷信
查莫羅的傳統信仰包括 taotaomo'na 和 birak 的故事，以及西班牙語介紹的冥想和鬧鬼的概念，例如在老建築，學校，酒店電梯和Maina大橋等地方。Taotaomo'na 是古代查莫羅的靈魂，而 Birak 是一個更廣泛的術語，可能不僅指不死生物，還可能指惡魔或一般元素類型。
儘管現今查莫羅已是現代化社會，他們仍然十分敬重 taotaomo'na。他們認為，如果 taotaomo'na 被冒犯，它們可能會在特定地點或特定的人造成不良影響。Taotaomo'na 被認為居住在島上特別是島上南部的任何僻靜的自然地方。當地人和傳統查莫羅人聲稱，在進入叢林或從其中取水果或木頭之前，必須請求 taotaomo'na 許可。而且查莫羅人認為
taotaomo'na 不喜歡孕婦。懷孕的查莫羅婦女被告知要使用香水或穿戴上丈夫的衣服來掩飾自己的氣味，並在晚上留在室內來遠離 taotaomo'na。

### 染牙齒的習俗
古代查莫羅人嚼食檳榔葉和生石灰，可產生明亮的泥土紅汁並將牙齒染色，而隨著時間過去，檳榔汁將牙齒染成黑色。考古學研究已經發現了一些在牙齒表面被刻蝕的黑色牙齒的例子。
為了將牙齒染色，長達14天的時間，他們的牙齒不能碰到任何東西，必須忍受長時間的飢餓，只有一個漏斗灌入少量的水和食物避免死亡。

### 喪葬儀式
不只在關島，甚至在整個密克羅尼西亞群島，葬禮是一個非常重要的儀式。在主要信奉天主教的地區，即使無視信徒，家屬還是會聚集在小屋中，進行為期八天的祈福儀式。在忌日的時候，即便是遠房的親戚，親友家屬會停下工作與雜務來紀念死者。

## 藝術與文學

### 珠寶
查莫羅的珠寶稱為ålas 和 salape，古代查莫洛人穿上各種風格的 ålas 和 salape 的項鍊，是由貝殼和玳瑁殼製成，串成的絲線是椰子的纖維。這其實在整個大洋洲是常見的，這些裝飾品在曾經也是一種貨幣，常反映財富和聲望。
西班牙殖民時期引進了金屬飾品，使得這些傳統的飾品逐漸沒落。

### 文學
根據查莫羅口述歷史的傳說，Puntan 和 Fu'una 是查莫羅的創世神。Puntan 和 Fu'una 是兄妹，他們的創造了查莫洛人。
Puntan 告訴他的妹妹 Fu'una，在他死後如何將他的身體化為世界的各個部分，於是他的一隻眼睛變成太陽，另一隻眼睛變成月亮，而眉毛變成彩虹，他的背變成了土地。
Fu'una 用她的精力和精神，使太陽照耀著大地開花。當她完成了將蓬勃的生命帶給 Puntan 的身體所化成的世界的任務之後，Fu'una 就決定從她身上創造出生命，就像她哥哥一樣。她把自己的身體扔進土地，創造了 Fouha Rock（富哈岩），有時也被稱為創作點，第一批人類出現於此。這個岩石可以在關島南部的 Umatac 灣附近找到。

## 現況

### 觀光產業
關島現今主要產業為觀光業，每年有超過一百萬的遊客，杜夢灣（Tumon Bay）沿岸也新蓋了許多豪華酒店。

### 教育
關島上6到16歲的孩童需受免費的義務教育。

## 外部連結
- Chamorro census information （页面存档备份，存于） from the Secretariat of the Pacific Community